# Humphrey Appleby
Sir Humphrey Appleby, GCB, KBE, MVO, MA (Oxon), je fiktivní postava v britských televizních seriálech Jistě, pane ministře a Jistě, pane premiére. Postavu ztvárnil britský herec sir Nigel Hawthorne. V seriálu Jistě, pane ministře je sir Humphrey Appleby stálým tajemníkem ministerstva administrativních záležitostí (fiktivního ministerstva britské vlády). V poslední epizodě seriálu Jistě, pane ministře (Stranické hrátky) se stane tajemníkem vlády, což je funkce, kterou zastává v navazujícím seriálu Jistě, pane premiére. Za ztvárnění této postavy získal Nigel Hawthorne celkem čtyřikrát (v letech 1981, 1982, 1986 a 1987) cenu BAFTA v kategorii Best Light Entertainment Performance.

## Vlastnosti a život postavy
Sir Humphrey je mistr mlžení a manipulace, často pronášející rozvláčná vyjádření jako například: „Vzhledem k mírně nebulózní a nekonkrétní povaze vašeho poslání, i k poněkud okrajovému a perifernímu charakteru vašeho vlivu na centrální rokování a rozhodování v rámci politického procesu, zřejmě existuje důvod pro restrukturalizaci jejich akčních priorit takovým způsobem, že vaše likvidace se z jejich aktuální agendy eliminuje.“ (tím ministra informoval, že již není na seznamu teroristů) či zcela zamlžující vyjádření, jako: „Naneštěstí, ačkoliv ta odpověď vskutku byla jasná, prostá a přímá, přesto nastane jistá potíž, máme-li jí po právu přisoudit čtvrtý z přídomků, které jste teď uvedl. Ježto přesná korelace mezi informací, kterou jste tam v parlamentu pronesl, no a fakty, nakolik mohou být identifikována a demonstrována, je pohříchu taková, že působí gnoseologické problémy, a to takových rozměrů, jež velmi zatíží logické i sémantické zdroje anglického jazyka břemenem mnohem těžším, než mohou podle rozumných očekávaní unést.“ (sdělení premiérovi, že ve sněmovně – ač nevědomky – lhal).
Je odhodlán udržet v zemi status quo, a to zejména v oblasti státní správy, a aby toho dosáhl, nezastaví se před ničím – ať už to znamená zmatení svých oponentů technickým žargonem, strategické jmenování spojenců do údajně nezávislých komisí či ustavování interních vyšetřovacích komisí k potlačení ministrových návrhů byrokratickým postupem. Během obou sérií pracuje jako stálý tajemník ministra pro administrativní záležitosti Jima Hackera; krátce před Hackerovým povýšením na britského ministerského předsedu je jmenován tajemníkem vlády.
Sir Humphrey získal klasické vzdělání na Winchester College a poté studoval na Bailliolově fakultě Oxfordské univerzity. Po absolvování základní vojenské služby nastoupil do státní správy. V letech 1950 až 1956 byl úředníkem pro regionální kontrakty a asistentem na ministerstvu pro Skotsko, kam byl přeložen z ministerstva války (kde byl zodpovědný za řadu omylů, jak se ukázalo v epizodě Kostlivec ve skříni). V roce 1964 byl získán pro nově založené ministerstvo pro administrativní záležitosti, kde pracoval až do jmenování tajemníkem vlády. Podle epizody Oficiální návštěva byl doporučen na udělení Řádu britského impéria (KBE).
Sir Humphrey představuje v mnoha ohledech perfektního technokrata. Je nafoukaný, arogantní a elitářský a na svého méně kvalitně vzdělaného ministra pohlíží s určitým opovržením. Často využívá jak své mistrné angličtiny, tak i svého vynikajícího přehledu v latinské a řecké gramatice, aby tak zmátl svého politického pána a z relevantních otázek udělal nejasná témata, nehodná diskuse. Jeho zvyk používat jazyk jako prostředek matení a obstrukce je však tak zakořeněný, že někdy není schopen mluvit přímo a jasně, a to ani za situace, kdy si upřímně přeje, aby toho byl schopen. Skutečně věří tomu, že státní správa ví, co průměrný člověk potřebuje, a že je zároveň (státní správa) tím nejkvalifikovanějším orgánem, který by měl řídit zemi. Vtip je nejenom v tom, že sir Humphrey je nejvzdělanější státní úředník z Oxfordu, který je naprosto vzdálen průměrnému člověku, ale i v tom, že se státní správa ztotožňuje s heslem „co je nejlepší pro Británii, je nejlepší i pro státní správu.“ Na druhou stranu Jim Hacker má tendenci považovat, že to, co je nejlepší pro Británii, je nejlepší i pro jeho politickou stranu či jeho šance na znovuzvolení. Díky tomu jsou se sirem Humphreym často ve sporu.
Ženy stále považuje za něžné pohlaví, je k nim přílišně galantní a často je oslovuje „má drahá.“ Stejně jako Jim Hacker, si i sir Humphrey užívá výdobytky svého postavení, pravidelně popíjí sherry a večeří ve vybrané společnosti, často se svým bývalým nadřízeným sirem Arnoldem Robinsonem, který byl v sérii Jistě, pane ministře tajemníkem vlády; sir Arnold studoval na stejné oxfordské koleji jako on. Sir Humphrey je členem rady Královského národního divadla a účastní se mnoha galavečerů v Královské opeře. Mezi jeho záliby rovněž patří kriket, umění a divadlo.

## Vztahy
V Jistě, pane ministře, udržuje sir Humphrey se svým novým ministrem Jimem Hackerem přátelské a (navenek) uctivé, avšak zároveň soupeřivé vztahy. Když není ministr dostatečně zaneprázdněn, aby nenavrhoval vlastní politiku, nezdráhá se sir Humphrey využít podvodů či dokonce vydírání. O něco přátelštější vztahy má se svým podřízeným, ministrovým hlavním osobním tajemníkem Bernardem Woolleym. Naivního Bernarda často poučuje o realitě ve státní správě. Když však Bernardova loajalita ministrovi nevyhovuje Humphreyho plánům, nepřímo Bernardovi hrozí tím, že jeho kariérní postup nezávisí na ministrovi, ale na něm. Zároveň je však ochoten Bernarda chránit a bránit, a to jak před ministrem, tak před ostatními. Mezi jeho nejbližší přátele patří v seriálu sir Arnold Robinson, který byl v sérii Jistě, pane ministře tajemníkem vlády, dále sir Frederick „Jumbo“ Stewart, stálý tajemník ministerstva zahraničí a Commonwealthu, a bankéř sir Desmond Glazebrook. Sir Humphrey je ženatý, ačkoliv jeho manželství nehraje ani v jedné sérii žádnou roli. Jeho manželka se v seriálech vyskytuje pouze jednou, a to po jeho boku v posteli, v epizodě Konečné rozhodnutí. V sérii Jistě, pane premiére často soupeří se sirem Francisem Gordonem, stálým tajemníkem ministerstva financí, se kterým se dělí o funkci šéfa státní správy.